# Кокчетавский внешний округ
	Кокчетавский внешний округ (в казахской историографии — Кокшетауский внешний округ, каз. Көкшетау сыртқы округі, Көкшетау дуаны) — административно-территориальная единица в составе Омской области, а позднее в Области сибирских киргизов Российской империи. 
Центр внешнего округа — станица Кокчетавская.

## История
Кокчетавский внешний округ образован 29 апреля 1824 года в составе Омской области Западно-Сибирского генерал-губернаторства согласно «Уставу о сибирских киргизах» Российской империи от 22 июля 1822 года. 
Первым старшим султаном был избран Губайдулла Валиханов (Абай-дильда), судьями — Зильгара Байтокаулы из рода атыгай и Мусет Жанибекулы из рода керей. 
В соответствии с «Временным положением об управлении Уральской, Тургайской, Акмолинской и Семипалатинской областями» Кокчетавский внешний округ 21 октября 1868 года стал уездом и вошёл в состав Акмолинской области.

## Главы
Старшие султаны Кокчетавского внешнего округа:
| №  | ФИО                        | Годы правления  | род    |
| -- | -------------------------- | --------------- | ------ |
| 1  | Губайдулла Валиханов       | 1824, 1832—1838 | торе   |
| 2  | Зилгара Байтокаулы         | 1824—1826       | атыгай |
| 3  | Токтамыс-би                | 1826—1827/1828  |        |
| 4  | Абылай Габбасов            | 1829—1832       | торе   |
| 5  | Губайдулла Валиханов       | 1832—1838       | торе   |
| 6  | Зилгара Байтокаулы         | 1838—1841       | атыгай |
| 7  | Абильхаир Габбасов         | 1841—1845       | торе   |
| 8  | Мандай Токтамыов           | 1845—1851       |        |
| 9  | Кобен Маркабаев            | 1852—1853       |        |
| 10 | Гафар (Абильгафар) Мандаев | 1852—1854       |        |
| 11 | Пирали Габбасов            | 1854—1857       | торе   |
| 12 | Туралы Габбасов            | 1854—?          | торе   |
| 13 | ?                          |                 |        |
| 14 | Куспек Таукин              | 1862—1863       |        |
| 15 | Чингиз Валиханов           | 1857/60—1866/68 | торе   |
| 16 | Муса Жылгарин              | 1866—1868       | атыгай |

## Волости
В Кокчетавском внешном округе в 1857 году было 16 волостей (казахские роды: майлыбалта атыгай, атыгай багыш, кудайберды атыгай, курсары керей, туадан керей, балтыкош керей, есенбакты керей, уак керей, есенали керей, жаулыбай карауыл, уак, саман корей, канжыгалы, култай кыпчак, курлеут кыпчак, бай кыргыз), 144 аула, 8778 юрт (кибиток).
Ведомость волостей Кокчетавского внешнего округа:
| №  | Наименование волостей Кокчетавского внешнего округа | Рода её                                        | Волостной управитель | Количество юрт (кибиток)                                                                               |
| -- | --------------------------------------------------- | ---------------------------------------------- | --- | --- |
| 1  | Худайберды Атагаевская волость                      | Андагул Джумук                                 | старшина подполковник Джилгара Байтокин, с 29 апреля 1824 года                                                                       | 400 юрт                                                                                                |
| 2  | Рысай-Атагаевская волость                           | Рысай                                          | султан Аблай Валиханов | 420 юрт                                                                                                |
| 3  | Кочкулы Атагаевская волость                         | Кочкулы Ураз                                   | старшина Кулбулда Аюев с 7 февраля 1830 года                                                                                         | 420 юрт                                                                                                |
| 4  | Джантели Атагаевская волость                        | Джантели Акмалык                               | старшина 12 класса Тюреджан Итемгенев с 26 апреля 1829 года                                                                          | 360 юрт                                                                                                |
| 5  | Баимбет-Атагаевская волость                         | Айбаш Тока Талеке Кулеке Асандеке Сырымбет     | султан Чиген Валиев, с 5 ноября 1824 года                                                                                            | 500 юрт                                                                                                |
| 6  | Атагай-Багышевская волость                          | Донкой Рыскул Кулансу                          | султан капитан Абулжаир Габбасов, с 10 марта 1828 года                                                                               | 490 юрт                                                                                                |
| 7  | Атагай-Багышевская волость                          | Назар Байназар Серкеч                          | старшина 12 класса Джандай Токтамышев, с 26 апреля 1829 года                                                                         | 245 юрт И из них два рода Байназар и Серкеч в 235 юртах                                                |
| 8  | Атагай-Багышевская волость                          | Аджимбет Баба Ак-Киик                          | старшина капитан Тюбет Янузаков, с 26 апреля 1829 года                                                                               | 320 юрт                                                                                                |
| 9  | Майли-Балта-Атагаевская волость                     | СарыБаласы Кадыр Бабасан Суюндук Кара Ильток   | султан капитан Пиралы Габбасов, с 10 марта 1828 года                                                                                 | 300 юртами – роды Сары Баласы и Кадыр; Род Бабасан – 150 юрт Род Сундук – 120 юрт Род Ильток – 120 юрт |
| 10 | Кайли-Атагаевская волость                           | Карабалык Джiес Аимбет                         | старшина капитан Янсугур Баубеков с 24 января 1831 года                                                                              | 320 юрт                                                                                                |
| 11 | Джавлубай Караульская волость                       | Дусен Майли Кучей Кульдей Серке Каратума Сокур | султан Антай (Онтай) Чингисов с 18 октября 1824 года                                                                                 | трёх родов Дусен, Майли, Кучей с 230 юртами Род Сокур в 65 юртах                                       |
| 12 | Куттумбет- Караульская волость                      | Накай Малай Аю Куней                           | султан Камбар Чингисов, который 6 октября 1831 года помер, почему и волость сия впредь до избрания другого остаётся без управляющего | 400 юрт                                                                                                |
| 13 | Идыкбай-Байкошкар-Караульская волость               | Байкошкар Идикбай                              | султан Утен Камбаров, с 10 марта 1828 года                                                                                           | 255 юрт                                                                                                |
| 14 | Ногай-Караульская волость                           |                                                | султан Тортай Чингисоы с 26 апреля 1829 года                                                                                         | 400 юрт                                                                                                |
| 15 | Кылды-Караульская волость                           | Кумекей Джалган Мусакул Тарагай Кувандык       | старшина Василий Дюсетев с 26 апреля 1829 года                                                                                       | Джалган – 85 юрт Мусакул – 35 юрт Торагай – 85 юрт Кувандык – 30 юрт                                   |
| 16 | Курсары-Киреевская волость                          | Бузар-Курман Сарык Сагал Сары Исен берды       | старшина капитан Туртубек Коченов с 29 апреля 1824 года                                                                              | 250 юрт                                                                                                |
| 17 | Балта Киреевская волость                            | Балта Кучубе Сибан Чагалак                     | старшина Джавлубай Итекин | 333 юрты – рода Балта, Кучубе и Сибан, Чагалак – 50 юрт                                                |
| 18 | Исен-Бакты-Киреевская волость                       | Абыз Андагул Козу                              | без управителя | 440 юрт                                                                                                |
| 19 | Уваковская волость                                  | Чога Бейдалы Барь якши Чай-Гуз                 | султан Габбас Бегалин с 2 марта 1828 года                                                                                            | 785 юрт                                                                                                |
| 20 | Киргизовская волость                                | Бай киргиз Яна киргиз                          | не имеют волостного управителя | Байкиргиз - в 170 юртах Яна-киргиз – в 180 юртах                                                       |